# Smotra dalmatinska
Smotra dalmatinska: La rassegna Dalmata je bio polutjedni prilog uz list Objavitelj dalmatinski (Avvisatore Dalmato). Izlazila je na hrvatskom i talijanskom jeziku.
Tiskana je u Zadru u tiskari Petra Jankovića. 1915. mjesto izdavanja bili su Drniš i poslije Šibenik, a od 1916. opet Zadar.
Za Smotru su pisali Niko Luković, Dane Gruber Anđeliko Alačević i dr.
Zadnji urednik bio je Petar Kasandrić.